# Ibragim Labazanov
Ibragim Sulejmanovič Labazanov (in russo Ибрагим Сулейманович Лабазанов?; Bol'šaja Martynovka, 15 settembre 1987) è un lottatore russo, specializzato nella lotta greco-romana.
Ha partecipato alle Olimpiadi di Rio de Janeiro 2016 gareggiando nella categoria 59 kg. È fratello di Čingiz Labazanov, anche lui lottatore di greco-romana.

## Palmarès
- Europei

Roma 2020: argento nei 63 kg.